# Наојуки Фуџита
Наојуки Фуџита (јап. 藤田 直之; 22. јун 1987) јапански је фудбалер.

## Каријера
Током каријере играо је за Саган Тосу, Висел Кобе и Серезо Осака.

## Репрезентација
За репрезентацију Јапана дебитовао је 2015. године.

## Статистика
| Јапан  | Јапан | Јапан |
| Год.   | Ута.  | Гол.  |
| ------ | ----- | ----- |
| 2015   | 1     | 0     |
| Укупно | 1     | 0     |